# Zypern-Cup 2009
Der Zypern-Cup 2009 für Frauenfußballnationalteams fand zwischen dem 5. und 12. März 2009 statt.

## Gruppe A
| Pl. | Land       | Sp. | S | U | N | Tore    | Diff. | Punkte |
| --- | ---------- | --- | - | - | - | ------- | ----- | ------ |
| 1.  | England    | 3   | 2 | 0 | 1 | 011:200 | +9    | 06     |
| 2.  | Frankreich | 3   | 2 | 1 | 0 | 007:400 | +3    | 07     |
| 3.  | Südafrika  | 3   | 1 | 0 | 2 | 004:900 | −5    | 03     |
| 4.  | Schottland | 3   | 0 | 0 | 3 | 000:700 | −7    | 0      |

| |   |                                         |     |
| 5. März 2009 im GSZ-Stadion in Larnaka                                                                                   |   |                                         |     |
| England | – | Südafrika                               | 6:0 |
| Fara Williams (18.) Lianne Sanderson (19.) Kelly Smith (42.) Steph Houghton (?.) Katie Chapman (87.) Katie Chapman (91.) |   |                                         |     |
| 5. März 2009 im Stadium in Famagusta                                                                                     |   |                                         |     |
| Frankreich | – | Schottland                              | 2:0 |
| Delphine Blanc (69.) Eugénie Le Sommer (83.)                                                                             |   |                                         |     |
| 7. März 2009 im Paralimni-Stadion in Paralimni                                                                           |   |                                         |     |
| England | – | Frankreich                              | 2:2 |
| Karen Carney (28.) Casey Stoney (75.)                                                                                    |   | Corine Franco (15.) Élodie Thomis (72.) |     |
| 7. März 2009 im GSZ-Stadion in Larnaka                                                                                   |   |                                         |     |
| Südafrika | – | Schottland                              | 2:0 |
| Noko Matlou (75.) Hlengiwe Ngwane (86.)                                                                                  |   |                                         |     |
| 10. März 2009 im GSZ-Stadion in Larnaka                                                                                  |   |                                         |     |
| England | – | Schottland                              | 3:0 |
| Eniola Aluko (46.) Emily Westwood (66.) Jessica Clarke (83.)                                                             |   |                                         |     |
| 10. März 2009 im Stadium in Makarios                                                                                     |   |                                         |     |
| Frankreich | – | Südafrika                               | 3:2 |
| Eugénie Le Sommer (10.) Louisa Nécib (79.) Corine Franco (86.)                                                           |   | Noko Matlou (86.) Chantelle Esau (91.)  |     |

## Gruppe B
| Pl. | Land        | Sp. | S | U | N | Tore    | Diff. | Punkte |
| --- | ----------- | --- | - | - | - | ------- | ----- | ------ |
| 1.  | Kanada      | 3   | 2 | 1 | 0 | 005:200 | +3    | 07     |
| 2.  | Neuseeland  | 3   | 1 | 1 | 1 | 005:500 | ±0    | 04     |
| 3.  | Niederlande | 3   | 1 | 0 | 2 | 003:500 | −2    | 03     |
| 4.  | Russland    | 3   | 1 | 0 | 2 | 005:600 | −1    | 03     |

|                                                                                    |   |                                     |     |
| 5. März 2009 im Stadium in Makarios                                                |   |                                     |     |
| Niederlande                                                                        | – | Russland                            | 2:1 |
| Manon Melis (34.) Manon Melis (45.)                                                |   | Natalja Mokschanowa (44.)           |     |
| 5. März 2009 im Paralimni-Stadion in Paralimni                                     |   |                                     |     |
| Kanada                                                                             | – | Neuseeland                          | 1:1 |
| Christina Julien (11.)                                                             |   | Betsy Hassett (83.)                 |     |
| 7. März 2009 im GSZ-Stadion in Larnaka                                             |   |                                     |     |
| Kanada                                                                             | – | Niederlande                         | 2:1 |
| Christine Sinclair (15.) Christine Sinclair (34.)                                  |   | Sherida Spitse (53.)                |     |
| 7. März 2009 im GSP-Stadion in Nikosia                                             |   |                                     |     |
| Russland                                                                           | – | Neuseeland                          | 4:2 |
| Jelena Fomina (15.) Jelena Fomina (23.) Anna Koschnikowa (35.) Jelena Fomina (84.) |   | Ria Percival (2.) Amber Hearn (60.) |     |
| 10. März 2009 im Stadium in Famagusta                                              |   |                                     |     |
| Kanada                                                                             | – | Russland                            | 2:0 |
| Christine Sinclair (70.) Melissa Tancredi (82.)                                    |   |                                     |     |
| 10. März 2009 im Paralimni-Stadion in Paralimni                                    |   |                                     |     |
| Neuseeland                                                                         | – | Niederlande                         | 2:0 |
| Amber Hearn (50.) Kirsty Yallop (75.)                                              |   |                                     |     |

## Platzierungsspiele
Spiel um Platz 7
|                                    |   |                                          |     |
| 12. März im GSP-Stadion in Nikosia |   |                                          |     |
| Russland                           | – | Schottland                               | 1:2 |
| Jekaterina Sotschnewa (41.)        |   | Suzanne Grant (21.) Pauline Hamill (27.) |     |

Spiel um Platz 5
| |   |           |     |
| 12. März im GSP-Stadion in Nikosia                                                                       |   |           |     |
| Niederlande                                                                                              | – | Südafrika | 5:0 |
| Manon Melis (2.) Sylvia Smit (30.) Manon Melis (33.) Shanice van de Sanden (78.) Chantal de Ridder (83.) |   |           |     |

Spiel um Platz 3
|                                    |   |                     |                |
| 12. März im GSP-Stadion in Nikosia |   |                     |                |
| Frankreich                         | – | Neuseeland          | 1:1, 6:5 i. E. |
| Candie Herbert (88.)               |   | Kirsty Yallop (33.) |                |

## Finale
| England                                | England | Kanada | Kanada |
| -------------------------------------- | --- | --- | ------ |
| England                                | \| 13. März 2009 in Nikosia (GSP-Stadion) \| \| Ergebnis: 3:1 (3:1) \| \| Zuschauer: 50 \| \| Spielbericht \| | \| 13. März 2009 in Nikosia (GSP-Stadion) \| \| Ergebnis: 3:1 (3:1) \| \| Zuschauer: 50 \| \| Spielbericht \| | Kanada |
| England                                | Rachel Brown • Steph Houghton, Alex Scott, Casey Stoney • Anita Asante, Jill Scott (63. Katie Chapman), Sue Smith, Fara Williams • Karen Carney, Lianne Sanderson (86. Eniola Aluko), Kelly Smith Cheftrainerin: Hope Powell | Karina LeBlanc • Melanie Booth, Martina Franko (46. Sasha Andrews), Emily Zurrer • Kaylyn Kyle (59. Amy Walsh), Diana Matheson, Chelsea Stewart (Marie-Ève Nault), Brittany Timko • Christine Sinclair, Melissa Tancredi (68. Amy Vermeulen) Cheftrainerin: Carolina Morace ( Italien) | Kanada |
| England                                | 1:1 Lianne Sanderson (32.) 2:1 Kelly Smith (40.) 3:1 Fara Williams (45.) | 0:1 Christine Sinclair (14.) | Kanada |
| 13. März 2009 in Nikosia (GSP-Stadion) | | |        |
| Ergebnis: 3:1 (3:1)                    | | |        |
| Zuschauer: 50                          | | |        |
| Spielbericht                           | | |        |

## Torschützinnen
| Rang | Spielerin          | Tore |
| ---- | ------------------ | ---- |
| 1    | Christine Sinclair | 0 4  |
| 1    | Manon Melis        | 0 4  |
| 3    | Jelena Fomina      | 0 3  |
| 4    | Fara Williams      | 0 2  |
| 4    | Lianne Sanderson   | 0 2  |
| 4    | Kelly Smith        | 0 2  |
| 4    | Katie Chapman      | 0 2  |
| 4    | Eugénie Le Sommer  | 0 2  |
| 4    | Corine Franco      | 0 2  |
| 4    | Amber Hearn        | 0 2  |
| 4    | Kirsty Yallop      | 0 2  |
| 4    | Noko Matlou        | 0 2  |

| Rang | Spielerin        | Tore |
| ---- | ---------------- | ---- |
| 13   | Christina Julien | 0 1  |
| 13   | Melissa Tancredi | 0 1  |
| 13   | Eniola Aluko     | 0 1  |
| 13   | Karen Carney     | 0 1  |
| 13   | Jessica Clarke   | 0 1  |
| 13   | Steph Houghton   | 0 1  |
| 13   | Casey Stoney     | 0 1  |
| 13   | Emily Westwood   | 0 1  |
| 13   | Delphine Blanc   | 0 1  |
| 13   | Louisa Nécib     | 0 1  |
| 13   | Élodie Thomis    | 0 1  |
| 13   | Chantelle Esau   | 0 1  |
| 13   | Hlengiwe Ngwane  | 0 1  |

| Rang | Spielerin             | Tore |
| ---- | --------------------- | ---- |
| 13   | Chantal de Ridder     | 0 1  |
| 13   | Sylvia Smit           | 0 1  |
| 13   | Sherida Spitse        | 0 1  |
| 13   | Shanice van de Sanden | 0 1  |
| 13   | Natalja Mokschanowa   | 0 1  |
| 13   | Anna Koschnikowa      | 0 1  |
| 13   | Jekaterina Sotschnewa | 0 1  |
| 13   | Ria Percival          | 0 1  |
| 13   | Betsy Hassett         | 0 1  |
| 13   | Suzanne Grant         | 0 1  |
| 13   | Pauline Hamill        | 0 1  |